# Drosophila nigromelanica
Drosophila nigromelanica är en tvåvingeart som beskrevs av Patterson och Wheeler 1942. Drosophila nigromelanica ingår i släktet Drosophila och familjen daggflugor.
Artens utbredningsområde täcker delar av USA, från Minnesota och New York till Texas och Florida.